# Elías Wessin Chávez
Elías Wessin Chávez (Distrito Nacional, Santo Domingo, República Dominicana, 19 de octubre de 1960) es un abogado, político y teólogo dominicano. Es presidente del Partido Quisqueyano Demócrata Cristiano y excandidato presidencial de esa organización en las elecciones presidenciales de 2016. Fue diputado al Congreso Nacional en los periodos 1986-1990 y 1998-2002, ministro de Deportes, Educación Física y Recreación de 1992 hasta 1994, secretario de Estado sin cartera de 1994 a 1995, director general de Pasaportes desde 2003 hasta 2004 y administrador general de Bienes Nacionales (BN) desde 2007 hasta 2012.
Wessin Chávez fue electo como Diputado Nacional por el Partido Quisqueyano Demócrata Cristiano (PQDC) en las elecciones generales y extraordinarias del 5 de julio de 2020. Posteriormente, en 2024, fue reelegido para el período 2024-2028, consolidando su posición en el Congreso Nacional.

## Primeros años y familia
Elías es hijo de Elías Wessin y Wessin (fallecido, en 2009), y de Livia Chávez. Nació el 19 de octubre de 1960 en el Distrito Nacional  y al cumplir los cinco años de edad, después de transcurrir la revolución dominicana (año 1965), emigró junto con sus padres a la ciudad de Miami, Florida, Estados Unidos. Allí inició sus estudios escolares en la escuela Sylvania Heights School, donde estudió hasta el segundo grado de la primaria. Más tarde, en 1969, de regreso con sus padres a Santo Domingo, continuó sus estudios en los colegios «Carol Morgan» y La Salle hasta 1970.
Luego, en 1971, sus padres volvieron a emigrar, pero esta vez a Madrid, España, lugar donde Elías continuó los estudios primarios en el Colegio Albert Einstein. Tres años después, retornó a la República Dominicana y cursó la secundaria en el Colegio San Francisco de Asís, donde se graduó con honores académicos.
En 1979 dio inicio a sus estudios universitarios en la Universidad Nacional Pedro Henríquez Ureña (UNPHU), donde al transcurrir un ciclo de cinco años, en 1984, obtuvo el título de licenciado en Derecho, con la distinción magna cum laude.[cita requerida]
En 1989, contrajo matrimonio con la médico petromacorisana Angie Romero Fuentes, con quien procreó tres hijos: Livia Ivanna Wessin Romero, Ahmed Elías Wessin Romero y Scarlet Marie Wessin Romero.
En 2005 obtuvo el título de Maestría en Teología en el Faith Theological Seminary y Christian Collage de Tampa-Florida, Estados Unidos. En 2008 obtuvo el título de Maestría en Ciencias Políticas de la Universidad de Salamanca, España. Desde entonces ha participado en conferencias, simposiums, seminarios y cursos como receptor y expositor.[cita requerida]

## Trayectoria política
Su padre, el general Elías Wessin y Wessin fundó, en 1967, el Partido Quisqueyano Demócrata (PQD).
Al cumplir los 18 años de edad, en 1978, ingresó al comité central ejecutivo del PQD. Más adelante, en 1986, pasó a ser miembro del comité político del partido. En 1985 fue elegido presidente de la juventud del partido y ese mismo año buscó la nominación como diputado al congreso nacional por el Distrito Nacional, y resultó elegido para el período 1986-1990. Una de sus iniciativas en el congreso fue la ley 44-2000 de la República, que estableció la lectura e instrucción bíblica en las escuelas públicas, y la ley 14-93 que estableció una tasa cero en la importación de insulina.
Producto de una alianza política, el Partido Quisqueyano Demócrata apoyó a Joaquín Balaguer, del Partido Reformista Social Cristiano (PRSC), a las elecciones generales de 1990. En 1992, Wessin Chávez fue nombrado secretario de Deportes, Educación Física y Recreación, cargo que mantuvo hasta el 1994. Ese año y hasta 1995, se desempeñó como secretario sin cartera. En 1997, buscó nuevamente la nominación como diputado al Congreso Nacional, para el que fue elegido por segunda vez para el período 1998-2002. En esa ocasión, fue presidente de la comisión  ad hoc de control de drogas y miembro de la comisión permanentes de educación y de las fuerzas armadas. Introdujo proyectos de ley que permitieran la enseñanzas del idioma creole en el sistema educativo del país, la protección a los trabajadores de las empresas estatales privatizadas, así como el proyecto de ley que crea y da atribuciones a la Comisión Nacional de Aprovechamiento y Distribución de Madera y Carbón Vegetal.
En 1998, fue elegido secretario general del Partido Quisqueyano Demócrata y, en la convención del 10 de febrero de 2002, fue escogido presidente de la organización. En el año 2003, el entonces presidente constitucional de la República Dominicana, Hipólito Mejía, le nombró director general de Pasaportes, cargo que culminó un año después, en 2004. Durante su administración en la Dirección General de Migración y Pasaportes, creó el pasaporte digital dominicano.
Para el año 2007 el Partido Quisqueyano Demócrata pasó a llamarse «Partido Quisqueyano Demócrata Cristiano- PQDC» y ese mismo año formalizó una alianza con el Partido de la Liberación Dominicana, que llevaba como candidato a la reelección al entonces presidente Leonel Fernández. Luego de esa coalición, el 22 de agosto de 2007, Wessin Chávez fue nombrado director general de Bienes Nacionales. Leonel Fernández fue reelecto presidente en el 2008 y en septiembre de ese año confirmó a Elías Wessin en la Dirección General de Bienes Nacionales.

## Candidatura Presidencial
Luego de una alianza política desde el 2007 con el Partido de la Liberación Dominicana, el Partido Quisqueyano Demócrata Cristiano (PQDC) salió del denominado Bloque Progresista, presentando candidatos a nivel congresional y municipal. Además, en el XXII convención nacional realizada el 7 de febrero de 2016, se le escogió de forma unánime como su candidato a la presidencia de la República Dominicana para las elecciones generales de ese año.

Como oposición y candidato a la presidencia, realizó fuertes críticas al gobierno del presidente Danilo Medina, quién buscaba la reelección por el Partido de la Liberación Dominicana.
En el primer debate presidencial, prometió que de ganar las elecciones del 15 de mayo su gobierno modificaría la Constitución para hacer que los jueces fueran elegidos por el pueblo y no por el gobierno ni por ningún partido. También propuso un muro económico para la zona fronteriza con Haití y dijo que en su gobierno la educación y la salud serían prioridad. Propuso además la inclusión de moral y cívica en las aulas del país y expresó que un gobierno suyo otra de sus prioridades es la institucionalidad democrática a fin de organizar el Estado.
El 15 de mayo de 2016, perdió las elecciones presidenciales frente a su principal contrincante, Danilo Medina, del Partido de la Liberación Dominicana, quién ganó las elecciones con un 61.9% de los votos.
El 7 de diciembre de 2018, fue elegido como candidato presidencial por el Partido Quisqueyano Demócrata Cristiano (PQDC), para las elecciones del 2020.